# Adolescenza torbida
Adolescenza torbida (Susana o Carne y Demonio) è un film del 1951 diretto da Luis Buñuel.
Si tratta della seconda pellicola girata in Messico dal regista spagnolo Buñuel che sceneggia con Jaime Salvador una storia di Manuel Reachi.

## Trama
La giovane e ribelle Susana viene messa in una cella di isolamento nel riformatorio in cui è chiusa. La sporcizia e lo squallore del posto le fanno invocare un intervento divino che la liberi da tale situazione. Così, scuotendo la grata di una finestra, Susana riesce miracolosamente a liberarsi e a scappare dal riformatorio. È in corso un acquazzone e dopo essere fuggita il più lontano possibile la ragazza ripara in una grande fattoria isolata dove a soccorrerla è la padrona di casa doña Carmen. Susana racconta di essere fuggita perché sottoposta a molestie da parte del suo nuovo patrigno e così la donna si intenerisce e prende la ragazza sotto la sua ala protettrice ospitandola e affidandole dei piccoli lavori domestici.
Susana è molto attraente e conscia della propria influenza sugli uomini. In breve diventa l'ossessione di Jesus, il fattore dell'azienda, fa innamorare perdutamente il posato e studioso Alberto, figlio del padrone, don Guadalupe, che più tardi cede anche lui al fascino della giovane sfrontata.
Quando Susana arriva però ad affrontare la stessa padrona di casa che è stata la prima ad aiutarla, la cosa le si ritorce contro e quindi Jesus, cacciato da Don Guadalupe per gelosia, porta le autorità nella fattoria avendo sempre saputo che la ragazza era scappata da un riformatorio.
Senza più Susana la fattoria torna alla serenità precedente, con doña Carmen che perdona il marito, questi che perdona Jesus, mentre la giumenta che all'inizio della vicenda era stata colta da un male inspiegabile, torna in perfetta salute per la gioia di tutti.

## Produzione
Il film appartiene al primo periodo messicano di Buñuel, che va dal 1946 al 1955. Giorgio Cremonini, a tale proposito, ha scritto: «Dopo un lungo silenzio, trascorso prevalentemente negli USA, B. approda in Messico, dove esordisce con risultati alterni sul piano commerciale». Il successo del suo primo film messicano, El gran Calavera, continua Cremonini, permise al regista di realizzare I figli della violenza, che «costituisce purtroppo un caso isolato» cui, continua il critico, fa seguito un periodo oscuro. A proposito di Adolescenza torbida lo stesso Buñuel ebbe modo di dichiarare: «È il mio peggior film».

### Critica
Susana è valutato di inestimabile valore da Alberto Cattini: «sotto le apparenze di una commedia ranchera, narra la storia di una ragazza che fugge dal riformatorio, si nasconde in una fattoria e con la procacità del suo corpo da pin-up travolge un'intera famiglia; (...)».
Buñuel si esprime nella massima libertà in Adolescenza torbida così come in Subida al cielo e altri di questo primo periodo messicano, «toccando quasi sempre l'obiettivo adombrato in una famosa, paradossale dichiarazione: "Basterebbe che la palpebra bianca dello schermo potesse riflettere la luce che gli è propria per far saltare l'universo"».